# Euxoa claromonta
Euxoa claromonta là một loài bướm đêm trong họ Noctuidae.